# Ciclismo nos Jogos Olímpicos de Verão de 1984
O ciclismo nos Jogos Olímpicos de Verão de 1984 foi realizado em Los Angeles, nos Estados Unidos, com três eventos de estrada e cinco de pista. Pela primeira vez uma prova feminina foi disputada com o ciclismo de estrada individual. Também em Los Angeles 1984 foi incluída a corrida por pontos masculino.

## Eventos do ciclismo
Masculino: Estrada individual | Equipes contra o relógio | 1 km contra o relógio | Velocidade | Perseguição individual | Perseguição por equipes | Corrida individual por pontos

Feminino: Estrada individual

## Estrada

### Estrada individual masculino
| Pos. | País                 | Atletas            | Tempo   |
| ---- | -------------------- | ------------------ | ------- |
|      | Estados Unidos (USA) | Alexi Grewal       | 4h59m57 |
|      | Canadá (CAN)         | Steve Bauer        | 4h59m57 |
|      | Noruega (NOR)        | Dag Otto Lauritzen | 5h00m18 |

### Estrada individual feminino
| Pos. | País                     | Atletas           | Tempo   |
| ---- | ------------------------ | ----------------- | ------- |
|      | Estados Unidos (USA)     | Connie Carpenter  | 2h11m14 |
|      | Estados Unidos (USA)     | Rebecca Twigg     | 2h11m14 |
|      | Alemanha Ocidental (FRG) | Sandra Schumacher | 2h11m14 |

### Equipes contra o relógio masculino
| Pos. | País                 | Atletas                                                         | Tempo   |
| ---- | -------------------- | --------------------------------------------------------------- | ------- |
|      | Itália (ITA)         | Marcello Bartalini Marco Giovannetti Eros Poli Claudio Vandelli | 1h58m28 |
|      | Suíça (SUI)          | Alfred Achermann Richard Trinkler Laurent Vial Benno Wiss       | 2h02m38 |
|      | Estados Unidos (USA) | Ron Kiefel Clarence Knickman Davis Phinney Andrew Weaver        | 2h02m46 |

## Pista

### 1 km contra o relógio masculino
| Pos. | País                     | Atletas         | Tempo   |
| ---- | ------------------------ | --------------- | ------- |
|      | Alemanha Ocidental (FRG) | Fredy Schmidtke | 1m06.10 |
|      | Canadá (CAN)             | Curt Harnett    | 1m06.44 |
|      | França (FRA)             | Fabrice Colars  | 1m06.65 |

### Velocidade individual masculino
| Pos. | País                 | Atletas          |
| ---- | -------------------- | ---------------- |
|      | Estados Unidos (USA) | Mark Gorski      |
|      | Estados Unidos (USA) | Nelson Vails     |
|      | Japão (JPN)          | Tsutomo Sakamoto |

### Perseguição individual masculino
| Pos. | País                     | Atletas      |
| ---- | ------------------------ | ------------ |
|      | Estados Unidos (USA)     | Steve Hegg   |
|      | Alemanha Ocidental (FRG) | Rolf Gölz    |
|      | Estados Unidos (USA)     | Leonard Nitz |

### Perseguição por equipes masculino
| Pos. | País                     | Atletas                                                |
| ---- | ------------------------ | ------------------------------------------------------ |
|      | Austrália (AUS)          | Michael Grenda Kevin Nichols Michael Turtur Dean Woods |
|      | Estados Unidos (USA)     | David Grylls Steve Hegg Patrick McDonough Leonard Nitz |
|      | Alemanha Ocidental (FRG) | Reinhard Alber Rolf Gölz Roland Günther Michael Marx   |

### Corrida individual por pontos masculino
| Pos. | País                     | Atletas           |
| ---- | ------------------------ | ----------------- |
|      | Bélgica (BEL)            | Roger Ilegems     |
|      | Alemanha Ocidental (FRG) | Uwe Messerschmidt |
|      | México (MEX)             | José Youshimatz   |

## Quadro de medalhas do ciclismo
| Ordem | País                   | Medalha de ouro | Medalha de prata | Medalha de bronze | Total |
| ----- | ---------------------- | --------------- | ---------------- | ----------------- | ----- |
| 1     | USA Estados Unidos     | 4               | 3                | 2                 | 9     |
| 2     | FRG Alemanha Ocidental | 1               | 2                | 2                 | 5     |
| 3     | AUS Austrália          | 1               | 0                | 0                 | 1     |
| 3     | BEL Bélgica            | 1               | 0                | 0                 | 1     |
| 3     | ITA Itália             | 1               | 0                | 0                 | 1     |
| 6     | CAN Canadá             | 0               | 2                | 0                 | 2     |
| 7     | SUI Suíça              | 0               | 1                | 0                 | 1     |
| 8     | FRA França             | 0               | 0                | 1                 | 1     |
| 8     | JPN Japão              | 0               | 0                | 1                 | 1     |
| 8     | MEX México             | 0               | 0                | 1                 | 1     |
| 8     | NOR Noruega            | 0               | 0                | 1                 | 1     |